# Coalition for Environmentally Responsible Economies
La Coalition for Environmentally Responsible Economies (CERES) est un réseau américain à but non lucratif d'investisseurs, d'organisations environnementales et d'autres groupes d'intérêt général qui travaillent avec des entreprises et des investisseurs pour s'attaquer aux défis du développement durable, comme le réchauffement climatique global. Fondé en 1989, sa mission principale est d'intégrer la durabilité dans les marchés de capitaux.
En 2007, le CERES était considéré comme l'un des cent acteurs les plus influents dans la gouvernance des entreprises par le magazine Directorship. Le CERES a reçu en 2006 une récompense de la Skoll Foundation pour l'entrepreneuriat social, ainsi qu'en 2008 une récompense de la Fast Company Social Capitalist.
Le CERES est localisé à Boston, Massachusetts. En 2010, son président est Mindy Lubber.

## Principales réalisations
Le CERES a créé en 1989 des principes environnementaux qui forment un code de conduite pour les entreprises.
Le CERES a lancé en 1997 la Global Reporting Initiative (GRI), standard international utilisé par plus de 1200 entreprises dans le monde, pour le compte-rendu des performances environnementales, sociales et économiques.
Il a fondé et il dirige le Investor Network on Climate Risk (INCR), un groupe de plus de 70 investisseurs institutionnels avec des actifs collectifs de plus de 6 trillions de dollars US. Ses membres comprennent la Deutsche Asset Management, State Street Global Advisors, et TIAA-CREF, ainsi que les fonds de pension de Californie, Floride, et New York.